# MetalSucks
MetalSucks est un site d'actualité orienté sur le heavy metal. Il est fondé en décembre 2006 par deux amis sous les pseudonymes de Vince Neilstein et Axl Rosenberg. Selon leurs termes, ils choisissent initialement ces pseudonymes car : « si le père d'une gamine de quatorze ans que vous avez rencontré pendant un concert d'Avenged Sevenfold vous cherche, ça sera beaucoup plus difficile pour lui de vous retrouver si vous vous appelez Axl Rosenberg. »
En avril 2009, MetalSucks est récompensé du Death Award par Metal Hammer dans la catégorie « meilleures critiques » pour ses « points de vue honnêtes, perspicaces, sans prétention – et drôles. » Le 4 octobre 2009, MetalSucks est entraîné dans une polémique lorsque l'un des rédacteurs du site est accusé de publier sans permission l'album Axe to Fall de Converge avant sa sortie officielle.
Le 15 décembre 2009, MetalSucks fait paraître l'album Suspension of Disbelief sous format numérique de The Binary Code.
Le 22 mars 2011, MetalSucks fait paraître l'album Algorithms sous format numérique de Meek is Murder. Le 15 août 2011, MetalSucks annonce The Metal Suckfest, un festival musical de deux jours organisé à Manhattan, aux États-Unis, les 4 et 5 novembre la même année. Les groupes Municipal Waste et Cynic sont annoncés en tête d'affiche. Si la première édition est un succès, rien n'est prévu pour en faire un festival annuel.
En 2022, le site est racheté par la filiale Orchard Entertainment Group de Sony.